# Davlat Bobonov
Davlat Bobonov (né le 7 juin 1997) est un judoka ouzbek.

## Carrière
Il est médaillé d'argent dans la catégorie des moins de 90 kg lors des Championnats du monde 2021 à Budapest.
Il remporte la médaille de bronze des moins de 90 kg aux Jeux olympiques de Tokyo 2020.

## Palmarès
|                       | Cat.   | 2017 | 2018 | 2019 | 2020 | 2021 | 2022 |
| --------------------- | ------ | ---- | ---- | ---- | ---- | ---- | ---- |
| Jeux olympiques       | -90 kg | x    | x    | x    | x    | 3e   | x    |
| Championnats du monde | -90 kg | 7e   | 17e  | -    | x    | 2e   | 1er  |
| Championnats d'Asie   | -90 kg | -    | -    | 9e   | x    | 1er  | -    |

### Masters mondial, Tournois Grand Chelem et Grand Prix
| Année | Compétition     | Lieu        | Résultat | Catégorie      |
| ----- | --------------- | ----------- | -------- | -------------- |
| 2016  | Grand Prix      | Tachkent    | 1er      | Moins de 81 kg |
| 2019  | Grand Chelem    | Osaka       | 2e       | Moins de 90 kg |
| 2020  | Grand Chelem    | Düsseldorf  | 1er      | Moins de 90 kg |
| 2021  | Grand Chelem    | Tachkent    | 2e       | Moins de 90 kg |
| 2021  | Grand Chelem    | Tbilissi    | 3e       | Moins de 90 kg |
| 2021  | Grand Chelem    | Abou Dabi   | 3e       | Moins de 90 kg |
| 2022  | Grand Chelem    | Paris       | 3e       | Moins de 90 kg |
| 2022  | Grand Chelem    | Oulan-Bator | 2e       | Moins de 90 kg |
| 2023  | Grand Chelem    | Tachkent    | 1er      | Moins de 90 kg |
| 2023  | Masters mondial | Budapest    | 3e       | Moins de 90 kg |